# اموندی
اَموندی (انگلیسی: Amundi) شرکت مدیریت سرمایه‌گذاری فرانسوی است، که در سال ۲۰۱۰ تأسیس شد.